# Терновых, Сергей Иванович
Сергей Иванович Терновых (род. 15 августа 1960, Сухуми) — советский самбист, призёр чемпионатов СССР, призёр Спартакиад народов СССР, чемпион мира, Заслуженный мастер спорта СССР. Выступал в наилегчайшей (до 48 кг), легчайшей (до 52 кг) и полулёгкой (до 57 кг) весовых категориях. Представлял клуб «Динамо» (Сухум).
Первый мастер спорта по самбо в Абхазии. Тренировался под руководством Виктора Песочинского.

## Спортивные достижения
- Борьба самбо на летней Спартакиаде народов СССР 1979 года — ;
- Самбо на летней Спартакиаде народов СССР 1983 года — ;
- Чемпионат СССР по самбо 1984 года — ;
- Чемпионат СССР по самбо 1985 года — ;